# Криница (Полтавская область)
Крини́ца (укр. Криниця - "Колодец") — село,
Лохвицкий городской совет,
Лохвицкий район,
Полтавская область,
Украина.
Код КОАТУУ — 5322610101. Население по переписи 2001 года составляло 499 человек.

## Географическое положение
Село Криница находится в 3-х км от правого берега реки Лохвица,
в 1-м км от села Риги и в 2-х км от города Лохвица.
Село окружено большим садовым массивом.
Рядом проходит автомобильная дорога Р-60.

## История
- 1912 — дата основания как хутор Иляшевича.
- 1920 — переименовано в хутор Криница.
- 1960 — изменён статус на посёлок.
- 2007 — изменён статус на село.

## Экономика
- ОАО им. Мичурина.
- «Борисфен», АФ.

## Объекты социальной сферы
- Детский сад.
- Школа.
- Фельдшерско-акушерский пункт.